# Sad but True
"Sad But True" é uma canção da banda estadunidense de heavy metal Metallica, a canção foi lançada em 1992, como o quinto single do álbum Metallica.
Foi uma das primeiras tentativas do Metallica de ajuste de guitarras para o tom  mais grave, neste caso, o ajuste para o tom mais grave no padrão D. Eles usariam esta afinação mais tarde em seu cover de "Whiskey in the Jar" no álbum Garage Inc., utilizando C como afinação padrão (padrão D com a corda inferior sintonizado um passo completo) em St. Anger.
A canção foi incluída em colaboração ao vivo do Metallica com o San Francisco Symphony Orchestra (conduzida por Michael Kamen), intitulado S&M.
Em um dos versos, um riff foi inserido com uma distorção de contra-baixo de 5 cordas, que só é feita por Jason Newsted.

## Integrantes
- James Hetfield - guitarra base e vocais
- Kirk Hammett - guitarra solo
- Lars Ulrich - bateria
- Jason Newsted - baixo

## Formatos e faixas
Estes são os formatos e faixas dos principais singles lançados como "Sad But True":

### Holland Single
- "Sad But True" (James Hetfield, Lars Ulrich) - 5:27
- "Harvester of Sorrow" (Live) (Hetfield/Ulrich) - 6:43 - Foi gravada em 28 de Setembro de 1991 em Tuchino Air Field, Moscou, Rússia.
- "So What" (Nick "Animal" Kulmer, Chris "Magoo" Exall, Clive "Winston" Blake) - 3:09

### UK Single #1
- "Sad But True" (Hetfield, Ulrich) - 5:27
- "Nothing Else Matters" (Elevator Version) (Hetfield, Ulrich) - 6:31
- "Creeping Death" (Live) (Kirk Hammett, Hetfield, Cliff Burton, Ulrich) - 8:01 - gravada ao vivo em 28 de Setembro de 1991 em Tuchino Air Field, Moscou, Rússia.
- "Sad but True" (Demo) (Hetfield, Ulrich) - 4:53

### UK Single #2 Picture Disc
- "Sad But True" (Hetfield, Ulrich)
- "Nothing Else Matters" (Live) (Hetfield, Ulrich)
- "Sad but True" (Live) (Hetfield, Ulrich)

### US K7
- "Sad But True" (Hetfield, Ulrich)
- "So What" (Nick "Animal" Kulmer, Chris "Magoo" Exall, Clive "Winston" Blake)

## Covers e Outras Aparições
- A estrutura instrumental da música foi recolhida por Kid Rock em sua música "American Bad Ass", de 2000.
- Um trecho de "Sad But True" foi tocada ao vivo por Snoop Dogg no show de tributo MTV Icon Metallica, edição de 2003.
- A canção foi regravada por Joey Belladonna, Bruce Kulick, Marco Mendoza, e Eric Singer para o "Metallic Assault: A Tribute to Metallica".
- Foi também abrangido por "In Strict Confidence" em um tributo ao Metallica.
- Uma versão Industrial da música foi feita pela banda Nickelback no "Rock am Ring", um festival de rock realizado anualmente na Alemanha.
- Um cover da música também foi feito pelo Apocalyptica numa versão "Cello-Metal", que pode ser encontrado entre outras canções do álbum do Apocalyptica, "Plays Metallica by Four Cellos".
- A banda punk Flipper fez um cover da canção em "A Punk Tribute To Metallica".
- Aparece no jogo "Guitar Hero: Metallica" e é uma das quatro canções do demo.

## Desempenho nas paradas
| Paradas (1993)                                    | Melhor posição |
| ------------------------------------------------- | -------------- |
| Austrália (ARIA)                                  | 48             |
| Bélgica (Ultratop 50 de Flandres)                 | 50             |
| Finlândia (Suomen virallinen lista)               | 1              |
| O campo songid é OBRIGATÓRIO PARA PARADA ALEMÃ    | 42             |
| Irlanda (IRMA)                                    | 13             |
| Países Baixos (Dutch Top 40)                      | 17             |
| Nova Zelândia (Recorded Music NZ)                 | 42             |
| Noruega (VG-lista)                                | 5              |
| Suécia (Sverigetopplistan)                        | 31             |
| Reino Unido(The Official Charts Company)          | 20             |
| Estados Unidos Billboard Hot 100                  | 98             |
| Estados Unidos Mainstream Rock Tracks (Billboard) | 15             |